# Ercuis
Ercuis és un municipi francès, situat al departament de l'Oise i a la regió dels Alts de França. L'any 2007 tenia 1.444 habitants.

## Demografia

### Població
El 2007 la població de fet d'Ercuis era de 1.444 persones. Hi havia 520 famílies de les quals 101 eren unipersonals (32 homes vivint sols i 69 dones vivint soles), 134 parelles sense fills, 236 parelles amb fills i 49 famílies monoparentals amb fills.
La població ha evolucionat segons el següent gràfic:
Habitants censats

### Habitatges
El 2007 hi havia 557 habitatges, 535 eren l'habitatge principal de la família, 3 eren segones residències i 19 estaven desocupats. 461 eren cases i 95 eren apartaments. Dels 535 habitatges principals, 386 estaven ocupats pels seus propietaris, 144 estaven llogats i ocupats pels llogaters i 5 estaven cedits a títol gratuït; 5 tenien una cambra, 48 en tenien dues, 106 en tenien tres, 138 en tenien quatre i 239 en tenien cinc o més. 404 habitatges disposaven pel capbaix d'una plaça de pàrquing. A 201 habitatges hi havia un automòbil i a 291 n'hi havia dos o més.

### Piràmide de població
La piràmide de població per edats i sexe el 2009 era:
| Homes | Edats   | Dones |
| ----- | ------- | ----- |
| 0     | 95 o +  | 4     |
| 0     | 90 a 94 | 0     |
| 12    | 85 a 89 | 12    |
| 0     | 80 a 84 | 8     |
| 12    | 75 a 79 | 24    |
| 20    | 70 a 74 | 12    |
| 12    | 65 a 69 | 16    |
| 32    | 60 a 64 | 32    |
| 40    | 55 a 59 | 24    |
| 60    | 50 a 54 | 36    |
| 36    | 45 a 49 | 80    |
| 92    | 40 a 44 | 60    |
| 60    | 35 a 39 | 64    |
| 56    | 30 a 34 | 92    |
| 48    | 25 a 29 | 32    |
| 68    | 20 a 24 | 48    |
| 44    | 15 a 19 | 76    |
| 76    | 10 a 14 | 56    |
| 60    | 5 a 9   | 56    |
| 56    | 0 a 4   | 48    |

## Economia
El 2007 la població en edat de treballar era de 1.017 persones, 794 eren actives i 223 eren inactives. De les 794 persones actives 742 estaven ocupades (395 homes i 347 dones) i 51 estaven aturades (25 homes i 26 dones). De les 223 persones inactives 84 estaven jubilades, 78 estaven estudiant i 61 estaven classificades com a «altres inactius».

### Ingressos
El 2009 a Ercuis hi havia 525 unitats fiscals que integraven 1.442 persones, la mediana anual d'ingressos fiscals per persona era de 20.826 €.

### Activitats econòmiques
Dels 56 establiments que hi havia el 2007, 1 era d'una empresa extractiva, 9 d'empreses de fabricació d'altres productes industrials, 10 d'empreses de construcció, 13 d'empreses de comerç i reparació d'automòbils, 4 d'empreses de transport, 1 d'una empresa d'hostatgeria i restauració, 1 d'una empresa d'informació i comunicació, 1 d'una empresa financera, 1 d'una empresa immobiliària, 12 d'empreses de serveis, 1 d'una entitat de l'administració pública i 2 d'empreses classificades com a «altres activitats de serveis».
Dels 10 establiments de servei als particulars que hi havia el 2009, 1 era una oficina de correu, 1 paleta, 4 fusteries, 1 lampisteria, 2 empreses de construcció i 1 perruqueria.
Dels 2 establiments comercials que hi havia el 2009, 1 era un hipermercat i 1 una joieria.
L'any 2000 a Ercuis hi havia 3 explotacions agrícoles que ocupaven un total de 558 hectàrees.

## Equipaments sanitaris i escolars
El 2009 hi havia una escola elemental.

## Poblacions més properes
El següent diagrama mostra les poblacions més properes.